# しんぐんデストロ〜イ!
『しんぐんデストロ〜イ!』は、バンダイナムコエンターテインメントが運営するスマートフォン用ゲームアプリ。2014年9月10日にiOSが、2015年3月18日にAndroid版がサービス開始。基本ダウンロード無料（アイテム課金制）。
2016年3月7日をもってサービスを終了した。

## 概要
怪獣が存在する異世界に召喚された少女たちが戦車に乗って隊列を組んで戦うコンピュータRPGで、主人公は少女たちの司令官にあたる人物である。少女たちには好きな戦車が設定されており、その戦車に乗せることでパラメーターが上昇するが、誰がどの戦車に乗るかは自由である。
『7 セブン サウザンドウォーズ』のスタッフが開発しており、戦闘は、『7〜モールモースの騎兵隊〜』や、『ヴィーナス&ブレイブス〜魔女と女神と滅びの予言〜』で使われたローテーションバトルシステムとなっている。主人公たちの舞台は3列に分かれており、前列は攻撃と防御、中列は前列の援護、後列は回復をメインに行う。隊列は入れ替えることが可能であり、前列が戦いにくくなったら後ろに回すことも可能である。
壮絶な怪獣対戦車のリアルバトルではなく、ギャグとオトボケが混じっている。朝・昼・夜と1日3回更新される寸劇と呼ばれるショートシナリオで、それぞれのキャラクターを掘り下げたお笑い話を展開している。他のゲームとのコラボイベントも基本はこの延長だが、コラボイベント時はフルボイス仕様になっている。

## 世界観
舞台が西暦2810年の『惑星オリウス』であり、戦車vs怪獣という戦闘スタイルだが敵に宇宙怪虫ギャラガなどが登場し、バンダイナムコエンターテインメントが提唱するSF世界観UGSFの世界観に基づいた作品世界観を持つ。ゲーム中の背景デザインやオープニングにUGSFのロゴが登場している。

## キャラクター

### ナビゲートキャラクター
ラティー
声 - 川田智央
少女や戦車を召喚し、プレイのナビゲートをしてくれるキャラクター。
UGSFの独立稼働型基幹ユニット「Root Unit Type Yellow」通称R.U.T.Y.であり、2810年のディメンションワープドライブ実験中に消失したものが、なにかの拍子で惑星オリウスにたどり着き、怪獣退治に一役買うこととなった。

### 部隊の関係者

#### 初期選択可能隊員
大山 咲（おおやま さき）
声 - 郁原ゆう
座右の銘：攻撃は最大の防御
明るく元気な少女。勉強は苦手。
好きな戦車はキング・タイガー（アルデンヌ）
ノベル版ではII号戦車やIII号戦車、M18スーパーヘルキャットに搭乗。非常に攻撃的。
2015年5月14日より配信されたイベントで、初めてノベル版咲の搭乗組み合わせが可能となっている（大山咲 私服＋M18スーパーヘルキャット）。
タイプは攻撃型。強い攻撃力にそこそこの防御力を持ち、好きな戦車に全能タイプが多く扱い易い優秀なキャラクター。
スキルは怪獣に大ダメージ（各イベント仕様で若干異なる）を与えて、1ターンだけ行動不能にさせるもの（15年1月配信のお正月バージョンのみ怪獣に9倍ダメージを与え、2ターンだけ部隊全員の攻撃力を2倍にする）。
キャラクターバリエーション：ノーマル、指さし（ノベル1巻表紙）、水着（UR・SR別）、振袖、ゴッドイーター、クロスアンジュ
六車 悠（むぐるま はるか）
声 - 柳橋なつみ
座右の銘：石の上にも3年
知性にあふれた読書家の少女。本番に弱いのが玉に瑕。戦車隊の参謀格。
戦車隊ラーメン部所属。
ノベル版では参謀という設定が活かされているが、ゲームでは今の所それが活かされていない。
タイプは補助型。補助力が現状のシステムではあまり活かせていないことから、やや影が薄い。
スキルは怪獣にダメージを与え、数ターンの間怪獣の防御力を下げる（別バーションあり）。
キャラクターバリエーション：ノーマル、水着（UR・SR別）、振袖、メカニック
西園寺 馨（さいおんじ かおる）
声 - 明石遥賀→長谷川歩美→鈴木綾華
名家の令嬢。
とんでもない音痴だったが徐々に上手くなってきている。
月形 結（つきかた むすび）
声 - 杉浦由真
困った顔でいることが多い少女。風呂大好き清潔少女の設定のはずだったが、その辺が消えつつあり、新カードではぐうたらな姿を見せつつある。
別名『金曜日の女』。金曜日になると歌い出して週末をエンジョイする。
声優本人の好みが反映されて、味噌汁が大好きという設定もノベル版から追加されている（ノベル2巻あとがき参照）。
海沢 未央（かいざわ みお）
声 - 桐谷蝶々
無邪気な少女。戦車隊オシャレ番長1。
別名『殺人シェフ』。料理は得意だが創作意欲が彼女の料理を奇抜な物にしてしまう。
乃木坂 美璃（のぎざか みり）
声 - 平山笑美
そそっかしい少女。姉のことを愛している。
チョコレート大好きで弾薬箱などにチョコレートを隠し持っている。
ナターシャ・ユープカ
声 - 柚木尚子
無口なロシア人少女。
大の猫好き。祖先にラスプーチン暗殺に関わった者がいる。

#### 初期登場隊員
海野 彩
声 - 牧野百花→臼井晴菜
セーラー服のような衣装を着た少女。一人称はおら。
海女さんで海産物捕獲隊。
御供 シオン
声 - 滑川恭子
不思議な雰囲気を醸し出す少女で、宇宙の神秘に興味がある。
ジェニファー・ジョーンズ
声 - 鈴木さやか
親日家の少女で、チアリーダーのユニフォームを身に着けている。
小鳥遊 かおる
声 - 加藤真友美
宿舎の管理人。
羽生谷 ジーナ
声 - 藤澤友里
座右の銘：失敗は成功の母
白衣を身に着けた実験好きの少女。自身が完璧すぎて逆に困っている。
小手川 スイ
声 - 斉藤絵里香→北垣内春香
アイアンボウルMVPの実力を持つスポーツ少女で、ローラーブレードを履いている。
春川 りりか
声 - 里本かすみ→高橋イクミ
るるかの双子の姉。天才を自認しており、大方のことはそつなくこなせる。るるかと似た服装だが、きっちりとした服装の妹に対し、スカートの下にホットパンツを履いたり、ブレザーを開いているなど差別化が図られている。
春川 るるか
声 - 里本かすみ→高橋イクミ
座右の銘：乾坤一擲
努力家の少女。りりかの妹。
沖田 麻美
声 - 稲垣麻木
座右の銘：枯れた技術の水平思考
現実世界では派遣社員だった。獣耳と尻尾をもった女性。部隊の中では年長者の部類に入る。気が強そうに見えるが、実際はそうでもない。
懐ゲーが大好きで過去のゲームについて詳しい。キリア商店のオーナーらしいが、どこからお金を工面したのかは謎。
花宮 千絵
声 - いまいゆか
ふんわりした雰囲気をもつ少女。ひらがなを多用した喋り方をする。
カニカマとウーパールーパーを愛している。
小林 翼
声 - 工藤結衣
座右の銘：大切なのは友達
元いた世界では読者モデルをしていた事から、戦車隊のおしゃれ番長2になる。
ぱるる＝ぽぽん
声 - 安齋雅代
座右の銘：肉はよく焼け
ジャングルから来たようないでたちの少女。原始人ということで、片言で喋る。
天神 つばめ
声 - 土井友加里
博多出身の少女で、福岡ソフトバンクホークスの大ファン。
天野 キリア
声 - 塩見祥子
部隊の萌え隊長を自称する少女で、猫耳と尻尾、ウェイトレスの衣装が特徴。金に困ってきたため、拝金主義者の面を持つ。
キリア商店を経営し隊員をバイトに雇っているが、誰を相手にした商店なのかは謎。
杏 皐月
声 - 佐藤友紀恵
座右の銘：快楽は薄められた苦痛である

百目鬼 鏡花
声 - 吉田真麻→福山瑠奈
座右の銘：幸運の女神は勇者に微笑む

凰滅院 凶子
声 - 石井美香
中二病じみた少女で、額に書かれた"呪"の字とオッドアイ、和洋折衷の衣装が特徴。本名は吉田梅子。
カタリナ・フォン・シュピーゲル
声 - 佐和侑子→河田華奈
座右の銘：ベーコンを求めてソーセージを投げる
両脚が機械になっているドイツ系の少女で、右目に眼帯をしている。好物はソーセージ。

#### 追加隊員
クリミア=ツェペシ
声 - 橋本ミホ

山本 里紗
声 - 津久井彩文

服部 半蔵
声 - 永通アスカ

ルシーズ=アンジェリーク
声 - 畑沙織

七坂 虹子
声 - 宮本琴美

アリエンヌ・ミスガルド
声 - 原田麻未

星野 みいね
声 - 前田悠登

マキ・ソールナイト
声 - 野田真理愛

えのっぴー
声 - 桐谷蝶々
人間サイズのエノギラス。怪獣だがケーキ作りを乃木坂美璃の姉から教わり、屋台販売をしていた。
現在はキリア商店に雇われて店員をしており、寸劇にたびたび登場している準レギュラー。
イベント「ストレンジデイズ」にて赤と青の飴を摂取し、一時的にだが美少女になった。
ミカコ・田中・イラティ
声 - 浜野あかり

## 登場戦車
II号戦車
ノベル版でのみ登場。c型と試作M型、ルクスが登場している。
III号戦車
本作では、L型とN型が登場する。
ノベル版では、主力戦車だった。
III号突撃砲F型
IV号戦車（H型）
V号戦車パンター
ヤークトパンター
カラーバリエーションあり
ノベル版では、１巻で大山咲が搭乗。２巻から西園寺馨の搭乗車輌となった。
ティーガーI
超重戦車マウス
チャーチル歩兵戦車
チャーチル・クロコダイル
ノベル版でのみ登場。クロムウェル戦車のターレットを無理矢理溶接する魔改造となった。
マチルダI歩兵戦車
SU-85
SU-122
T-34
本作では、砲口径別にT-34/76型とT-34/85型が登場する。
ノベル版では、ナターシャ・ユープカの登場車輌となった。
T-35重戦車
ホワイトデーイベント限定戦車として登場。
IS-1
IS-3
イベント限定戦車として、ネコミミトパーズとデコレーションして登場。
KV-1
KV-2
イベント限定戦車として、ケーキに扮したバージョンとサンタバージョンあり。
M-18スーパー・ヘルキャット
本作での外見はM-18ヘルキャットのままで登場（名前はスーパーヘルキャットだった）。
ノベル版では、大山咲の搭乗車輌となった。

## 怪獣たち
角怪獣ダイボーン
頭の両側に刃物のような角を持った赤い怪獣。
棘翼怪獣ザザラン

軟獣エギラ
皇帝怪獣アバンガ
宇宙怪虫ギャラガ
完全なやられ役。UGSFとつながる怪獣。
宇宙超虫ギャプラス
こちらも完全なやられ役。UGSFとつながる怪獣。

## 小説
しんぐんデストロ〜イ!
一二三書房の桜ノ杜ぶんこから発行。著者は佐山操。
UGSFの公式監修を受けて書かれており、主人公はプレイヤー同様に戦車隊司令官としてラティーに召喚された形で始っている。ゲームでは語りきれない世界の様子などを補足している他、ゲーム未登場のキャラクターや怪獣などが出演している（後にキャラクターはゲームにもレギュラー出演している）。
1. 美少女戦車隊、出撃!! 2014年9月5日発売 ISBN 978-4-89199-284-2
2. 宇宙怪虫と巨砲怪獣をやっつけろ! 2015年2月5日発売 ISBN 978-4-89199-304-7

## CD
指先からはじまる物語
大山咲役の郁原ゆうが歌う本作のイメージソングを収録したCD。
収録曲
1. 指先からはじまる物語
2. 恋のパンツァーカイル
3. 指先からはじまる物語（Instrumental）
4. 恋のパンツァーカイル（Istrumental）

しんぐんデストロ〜イ! キャラクターソング Vol.1
大山咲と西園寺馨のキャラクターソングとボイスドラマを収録したCD。
収録曲
1. いくよ☆デストロ～イ!
歌：大山咲（CV.郁原ゆう）
2. Take it destiny
歌：西園寺馨（CV.長谷川歩美）
3. ボイスドラマ「大山 VS 西園寺 弾薬庫の決闘!?」
4. いくよ☆デストロ～イ!（Istrumental）
5. Take it destiny（Istrumental）

しんぐんデストロ〜イ! キャラクターソング Vol.2
乃木坂美璃と山本里紗のキャラクターソングとボイスドラマを収録したCD。
収録曲
1. 乃木坂ッツ☆魂
歌：乃木坂美璃（CV.平山笑美）
2. 革命のメロディー♪
歌：山本里紗（CV.津久井彩文）
3. ボイスドラマ「乃木坂 VS 山本 食糧庫の幽霊!?」
4. 乃木坂ッツ☆魂（Istrumental）
5. 革命のメロディー♪（Istrumental）

しんぐんデストロ〜イ! キャラクターソング Vol.3
大山咲と六車悠のキャラクターソングとボイスドラマを収録したCD。
収録曲
1. これって…なんなの?
歌：大山咲（CV.郁原ゆう）
2. 私のジジョウと貴方のジジョウを合わせて求める計算式。 -可能性は何パーセントか求めよ-
歌：六車悠（CV.柳橋なつみ）
3. ボイスドラマ「夏のカレーデュエル地獄変 大山 & 六車 ver.」
4. これって…なんなの?（Istrumental）
5. 私のジジョウと貴方のジジョウを合わせて求める計算式。 -可能性は何パーセントか求めよ-（Istrumental）

しんぐんデストロ〜イ! キャラクターソング Vol.4
乃木坂美璃と山本里紗のキャラクターソングとボイスドラマを収録したCD。
収録曲
1. だいすき☆ときめき☆うさぎのケーキ♡
歌：乃木坂美璃（CV.平山笑美）
2. 全力全壊☆デストローイ!
歌：七坂虹子（CV.宮本琴美）
3. ボイスドラマ「夏のカレーデュエル地獄変 乃木坂 & 七坂 ver.」
4. だいすき☆ときめき☆うさぎのケーキ♡（Istrumental）
5. 全力全壊☆デストローイ!（Istrumental）

## 他作品とのコラボレーション
アイドルマスターシリーズ
複数回コラボが行われている。
無尽合体キサラギ
コラボイベントの期間は2014年11月25日 - 12月7日。『無尽合体キサラギ』より美希（声 - 長谷川明子）・真美・亜美（声 - 下田麻美〈二役〉）、キサラギ型戦車が登場した。
アイドルマスター ミリオンライブ!
コラボイベントの期間は2015年3月 - 4月13日。『ミリオンライブ!』から北上麗花（声 - 平山笑美）、最上静香（声 - 田所あずさ）、真壁瑞希（声 - 阿部里果）、アイドルマスター ミリオンライブ！仕様戦車が登場した。
アイドルマスター ミリオンライブ! ACT2
コラボイベントの期間は2015年3月 - 4月13日。『ミリオンライブ!』から春日未来（声 - 山崎はるか）、最上静香（声 - 田所あずさ）、伊吹翼（声 - Machico）が登場。
アイドルマスター ミリオンライブ! ACT3
コラボイベントの期間は2015年7月 - 8月11日。『ミリオンライブ!』から望月杏奈（声 - 夏川椎菜）、高坂海美（声 - 上田麗奈）、七尾百合子（声 - 伊藤美来）が登場。

神次次元ゲイム ネプテューヌRe;Birth3 V CENTURY
コラボイベントの期間は12月8日 - 18日。怪獣を倒すとネプテューヌポイントを得られるシステムが搭載され、ポイントに応じた隊員や戦車の購入ができた。
『ネプテューヌRe;Birth3 』よりネプテューヌ / パープルハート（声 - 田中理恵）、鉄拳（声 - 小松未可子）、ネプテューヌ戦車、ギャラガ戦車が登場した。

GOD EATER 2 RAGE BURST
コラボイベントの期間は2015年2月 - 2月25日。『GOD EATER 2』よりアリサ・イリーニチナ・アミエーラ（声 - 坂本真綾）、シエル・アランソン（声 - 能登麻美子）、GOD EATER 仕様戦車が登場したほか、アリサ・イリーニチナ・アミエーラの衣装を着た「大山咲」、リヴィ・コレットの衣装を着た「羽生谷ジーナ」、香月ナナの衣装を着た「花宮千絵」も登場した。
2015年6月 - 6月28日にはコラボイベント第2弾が実施された。

ドリフトスピリッツ
コラボイベントの期間は2015年4月15日 - 4月28日。『ドリフトスピリッツ』より相楽奈美子（声 - 柳橋なつみ）、イベント専用衣装の「海沢未央」、「六車悠」が登場。また、『ドリフトスピリッツ』側でのログインボーナス時に大山咲が登場した。

クロスアンジュ 天使と竜の輪舞
コラボイベントの期間は2015年4月30日 - 5月11日。『クロスアンジュ』よりアンジュ（声 - 水樹奈々）、ナオミ（声 - 原紗友里）、メイルライダー衣装の「大山咲」、「六車悠」、クロスアンジュ仕様戦車が登場した。
太鼓の達人
コラボイベントの期間は2015年7月 - 7月28日。「どんちゃんハッピ」を着た「大山咲」、「どんちゃん仕様戦車」が登場した。
ファミスタドリームマッチ
コラボイベントの期間は2015年9月 - 9月13日。「大山咲」、「西園寺馨」、「ナターシャ・ユープカ」、「天神つばめ」が登場した。また、『ファミスタドリームマッチ』側でもコラボイベント「ファミスタドリームマッチ×しんぐんデストロ～イ！」が開催。敵CPUチームとして天神つばめ率いる「しんぐんデストロ～イチーム」が登場し、天神つばめ、大山咲、西園寺馨、ナターシャ・ユープカがチームメンバーとしてスカウト可能。
スマイル☆シューター
2015年8月17日にログインすると、鈴比良あいり（声 - 真堂圭）が配布された。
ロボットガールズZ+
コラボイベントの期間は2015年8月18日 - 8月27日。『ロボットガールズZ+』よりZちゃん（声 - 本多真梨子）、翔ちゃん（声 - 平山笑美）、でもにか（声 - 平山笑美）、Zちゃんコスプレ衣装の「乃木坂美璃」、ロボットガールズZ+仕様戦車が登場した。